# Better Business Bureau
El Better Business Bureau (abreviado como BBB), fundada en 1912, es una organización sin fines de lucro enfocada en el avance de la confianza del mercado, que consta de 112 incorporados de forma independiente las organizaciones locales de BBB en Estados Unidos, México y Canadá, coordinada bajo el Council of Better Business Bureaus (CBBB ) en Arlington, Virginia.
El sistema de calificación BBB se basa en una escala de calificación de letras A + a F. Las calificaciones representan el grado de confianza de BBB de que el negocio está operando de manera confiable y hará un esfuerzo de buena fe para resolver cualquier inquietud de los clientes presentada ante BBB. El sistema de calificación se basa en una fórmula patentada que tiene en cuenta 17 factores, basados en información objetiva e incidencias reales del comportamiento de una empresa que han sido verificados y evaluados por profesionales de BBB. 
Cerca de 500,000 empresas locales en Norteamérica están acreditadas por el BBB. Los prospectos de BBB investigados, y las empresas aprobadas se convierten en 'empresas acreditadas',  y siguen adhiriéndose al Código de Prácticas Comerciales de BBB.  A cambio, el BBB permite a las empresas acreditadas en buen estado, utilizar su logotipo de marca registrada en materiales de marketing.

## Historia
"Charlatanería médica y las promociones de panaceas y drogas sin valor fueron algunos de los abusos más importantes que llevaron a la creación de la auto-regulación formal en los negocios y, a su vez, a la creación de la NBBB".

## Estructura y financiación
Las 112 oficinas de BBB se rigen de forma independiente por sus propios consejos de administración y debe cumplir con las normas internacionales de BBB, que son controlados por el CBBB. El CBBB se rige por los líderes de BBBs locales, así como por altos ejecutivos de grandes corporaciones, y líderes de la comunidad, tales como académicos y expertos legales. Cada acreditación se ejecuta por separado y está financiado principalmente por sus empresas acreditadas, que a menudo sirven en la junta directiva. Un estudio realizado por un decano de la escuela de negocios de la Universidad de Marquette encontró que el noventa por ciento de los miembros del consejo de BBB son de negocios.
Las empresas que se trasladan de un BBB jurisdicción a otra puede ser necesario solicitar la acreditación de Acreditación en la nueva ubicación acreditación a menos que tengan una acreditación de todo el sistema. CBBB recibe cuotas de los miembros de oficinas de BBB, que ascendió a $ 4,884,226.00 en 2009.

### Procedimientos de resolución de controversias
Procedimientos de solución de diferencias de la organización son elaboradas por el Consejo de los Better Business Bureaus, e implementadas por BBBs local. Por lo general, los conflictos se pueden resolver a través de la mediación; cuando el arbitraje adecuado, bajo o sin costo también puede ofrecerse y prestarse a través de la acreditación. La acreditación actúa como parte neutral en la prestación de servicios de solución de controversias.
Las quejas sobre la práctica de profesiones como la medicina y el derecho por lo general no están a cargo de la acreditación y se denominan asociaciones que regulan estas profesiones. La acreditación no maneja las quejas que se han ido a los tribunales o están en el proceso de ir a la corte como la denuncia ya está en manos de una entidad alternativa.
Si una acreditación recibe una disputa de los consumidores, el negocio de la BBB contactos en cuestión y se ofrece a mediar en el conflicto. Una empresa no tiene que ser un miembro de la acreditación de utilizar sus servicios de mediación. Estos servicios de mediación son gratuitos para todos los negocios y los consumidores. El BBB o pertenencia, es completamente opcional para que una empresa a aceptar y participar en a través del pago de las cuotas. Quejas anteriores alegan que la acreditación compila las puntuaciones sobre la base de su capacidad de recoger su dinero de las empresas, y no del todo en el rendimiento del negocio.

## Equívoco posible sobre la situación reglamentaria
Los estados acreditación de sitios web,
"Lo que las acciones del gobierno hace en informe BBB?
Acreditación, informa sobre las acciones gubernamentales importantes que se sabe que implican negocio 'conducta mercado ".
Sin embargo, la acreditación no informa cuando una carta oficial de advertencia de la FDA con respecto a una "conducta mercado de negocios específicamente lo etiqueta como ilegal e instruye a la empresa a responder en el plazo de quince días, amenaza con una orden judicial, y se informa que" Otras agencias federales pueden aprovechar esta carta de advertencia en cuenta al considerar la adjudicación de los contratos ". Aunque la FTC clasifica una emisión de una carta de advertencia como una acción de cumplimiento, la acreditación considera uno una "sugerencia", no una "acción de gobierno".

## Sistema de valoración y acreditación
Hasta 2008, la acreditación empresas calificado como "satisfactorio" o "insatisfactorio". El 1 de enero de 2009, la acreditación se trasladó a un nuevo sistema basado en un estilo de la escuela A + -. Sistema de clasificación F [Los 16 factores se han publicado en cada revisión el negocio desde el inicio del programa [y los detalles sobre la puntos otorgado también. al principio hubo un factor 17o vale 4 puntos para las empresas acreditadas y pague una tasa a la acreditación. Ese proceso se cambió en noviembre de 2010 en respuesta a las críticas en los medios de comunicación y de la fiscal general de Connecticut que acusó a la acreditación de la utilización de 'pagar para jugar' tácticas.
Si una empresa decide no proporcionar información básica, como el tamaño y la fecha de inicio, la acreditación puede asignar un (NR) sin puntuación Una baja calificación debe únicamente a una empresa no proporcionar información sería el siguiente:. "la acreditación no tiene suficiente información de fondo en este negocio ".
Un negocio es elegible para la acreditación Acreditación si cumple, en opinión de la acreditación, los Hay ocho de BBB Estándares de Confianza de que la acreditación espera que sus empresas acreditadas que se adhieren a las "Normas de BBB para la confianza.": Build Trust ("mantener una trayectoria positiva en el mercado"), Publicidad Sinceramente, decir la verdad, ser transparentes, Honor promete, Ser sensible (disputas dirección del mercado), salvaguardar la privacidad (protección de los datos de consumo) y Embody integridad.
El fiscal general de Connecticut demandó que la acreditación deje de usar su sistema ponderado grado de la letra, que calificó de "potencialmente dañina y engañosa" a los consumidores. En respuesta a la fiscal general de Connecticut y otros, la acreditación se ha modificado desde su sistema de calificación con letras.

## La Crítica
En respuesta, el presidente del Consejo de Better Business Bureaus ha declarado el sistema de calificaciones BBB cesará la adjudicación de puntos a las empresas por ser miembros del BBB. El Comité Ejecutivo del BBB nacional votó para hacer frente a la percepción del público del sistema de calificaciones. Se votó que el sistema de clasificación de acreditación ya no daría puntos adicionales para las empresas, ya que están acreditados. Se votó a favor de poner en práctica un sistema para manejar quejas sobre prácticas de venta de BBB. A pesar de la votación, el sitio BBB todavía afirma que los puntos se quitan si se pierde la acreditación.
En Canadá, la CBC News informó en 2010 que BBBs canadienses fueron rebajando las puntuaciones decenas de empresas que dejaron de pagar sus cuotas. Por ejemplo, una empresa en movimiento que tenía una calificación A y que había sido un miembro de la acreditación de 20 años, cayó a una calificación de D-menos cuando supuestamente ya no querían pagar las cuotas.
BBBs han sido acusados de empresas excesivamente protectores. Si una rama no actúa razonablemente en nombre de un consumidor, una queja puede ser presentada ante la Comisión Federal de Comercio. Sin embargo, informes recientes han sugerido que el capítulo de Austin de la Better Business Bureau se negó a resolver las quejas contra las compañías si los clientes no pagan una cuota de mediación $ 70.

### La crítica de las resoluciones de casos
Se ha informado de que la acreditación anima y solicita dinero de las mismas empresas que supervisan que, de nuevo, se plantea la cuestión de la neutralidad. La acreditación indica que ellos tienen sus negocios acreditados a un nivel superior, como se indica en sus estándares de acreditación.
El 22 de diciembre de 2010, William Mitchell, CEO de la Los Angeles BBB y creador del Sistema de Calificaciones BBB Carta, renunció como resultado de una investigación interna realizada por el BCR.
La renuncia fue rescindido poco después, sin embargo, con Mitchell alegando que su salud lo obligó a renunciar, y criticando el Consejo Nacional para tratar de hacerse cargo de la subsidiaria del sur de California.

## Canadá
El Better Business Bureau of Metropolitan Toronto cerró sobre 2001 como consecuencia de los informes de alta remuneración de los ejecutivos. Paul Tuz, expresidente de la acreditación Toronto, murió el 16 de junio de 2012.
Cuatro canadienses Better Business Bureaus cambiaron sus nombres o cerrado en 2011, tras lo que llamaron una toma de posesión por el Council of Better Business Bureaus sede en Estados Unidos. El Better Business Bureau of South Western Ontario Windsor y cambió su nombre a IntegrityLink en 2011. el Hamilton, Ontario BBB adoptó el nombre de las empresas canadienses y oficina Caridad. en mayo de 2012, la organización Hamilton estaba cerrada fuera de su oficina por su propietario en una disputa alquiler. BBBs local en Montreal y San Juan de Terranova también dejó la CBBB y perdió el derecho a usar el nombre BBB. El Montreal BBB cambió su nombre por el de L'Oficina de Oficina de Certificación de Québec Comercial Certificación Commerciale du Québec o, mientras que la acreditación en St. John, Newfoundland, al parecer cerrado.

## Los Ángeles
El 12 de marzo de 2013, el Consejo de Better Business Bureaus expulsado el Better Business Bureau de la Southland, el más grande BBB local sede en Los Ángeles, alegando que el grupo local no se había reunido el Consejo "las normas relativas a la acreditación, la presentación de informes sobre las empresas, y el manejo de quejas. " el grupo de Los Ángeles cambió su nombre a la Alianza Empresarial Consumidor y dijo que había seguido todas las políticas del Consejo. El Consejo de Better Business Bureaus lanzó una nueva acreditación local para el área de Los Ángeles.